# César Castro
Cesar Augusto Aquino de Castro (nasceu em 2 de setembro de 1982) é um atleta brasileiro natural de Brasília, Distrito Federal. Castro representou o Brasil em quatro Jogos Olímpicos; Olimpíadas de Atenas, em 2004, Olimpíadas de Pequim em 2008, Olimpíadas de Londres em 2012 e em 2016 nas Olimpíadas do Rio de Janeiro.
Por duas vezes, nos Jogos Olímpicos de 2004 e 2016, Castro chegou as finais da competição, terminando em 9° lugar na prova do trampolim de 3 metros individual. Em Pequim, em 2008, César terminou a mesma prova em 24 lugar e em Londres, 2012 foi semi finalista da mesma prova, terminando em 17° lugar.
Após 12 anos, durante os Jogos do Rio de Janeiro em 2016, Castro esteve novamente dentro de uma final olímpica, terminando a prova em 9 lugar, dessa vez aos 33 anos de idade.
No Campeonato Mundial dos Esportes Aquáticos, realizado em Roma-2009, Cesar terminou a prova do trampolim de 3m em 5 lugar, sendo até hoje o melhor resultado do Brasil da história em Campeonatos Mundiais absolutos. Na Copa do Mundo de Saltos Ornamentais, realizado em fevereiro de 2016 e evento classificatório para os Jogos do Rio 2016, César terminou a competição em 5 lugar.
Cesar Castro é patrocinado pela Universidade Mackenzie desde 2003 e foi o primeiro brasileiro a conquistar uma medalha em um Circuito Mundial da FINA - Fédération Internationale de Natation. Foi eleito 9 vezes pelo Comitê Olímpico Brasileiro o melhor saltador da modalidade (2002, 2006, 2007, 2009, 2010, 2011, 2012, 2013, 2014). Ao alcançar a final dos Jogos Olímpicos de Atenas, Cesar Castro quebrou uma barreira de 52 anos da última vez que um Brasileiro chegou as finais. O último havia sido Milton Busin, nos Jogos Olímpicos de Helsinque, Finlândia.
Por duas vezes finalista olímpico, Castro frequentemente esteve ranqueado entre os 10 melhores atletas do mundo de acordo com ranking mundial da FINA. No seu currículo estão 5 títulos Sul Americanos (1997, 2002, 2006, 2012 and 2014), Duas medalhas em Jogos Pan Americanos prata em 2007 e bronze em 2011). Além disso, César Castro conquistou 4 medalhas no Campeonato Mundial Universitário de 2005, realizado na Turquia e mantém em seu currículo um total de 12 medalhas conquistadas em diferentes etapas do Circuito Mundial.
Por 14 anos consecutivos (2002 - 2015), César foi campeão Brasileiro na prova de 3 m. Em nível internacional, o atleta fez parte da seleção brasileira nas mais diversas competições, como: Jogos Pan Americanos, FINA World Championships, Diving World Cup, World Series, Mundial Universitário e Jogos Olímpicos.
Em 2013, César se mudou para a cidade universitária de Athens, no Estado da Georgia (Estados Unidos) onde treinou sob o comando do treinador da Universidade da Geórgia, Dan Laak. César também trabalha como treinador voluntário da Universidade da Geórgia desde agosto de 2013.
O atleta é formado em Educação Física pela Universidade Católica de Brasília (2005) e é Pós Graduado em Marketing e Administração esportiva pela Fundação Getúlio Vargas (2013). César é casado e tem 2 filhos, Samuel e Victor.

## Carreira

### Inicio
Nascido e criado em Brasília, (2 de setembro de 1982), César começou a saltar com 9 anos na piscina da Secretaria de Esportes do Distrito Federal. O interesse pelos Saltos Ornamentais começou logo após seu primeiro salto das plataformas do parque aquático, e em pouco tempo, César foi convidado a fazer parte da escolinha do professor Giovani Casilo.
Foi em 2002 que o atleta começou a se destacar no cenário mundial. Após conquistar a medalha de bronze no trampolim de 3 metros no Grand Prix de Coral Springs, Floria -Estados Unidos, um dos circuitos mundiais mais tradicionais do mundo, o atleta passou a integrar o seleto grupo dos 10 melhores atletas do mundo nos anos seguintes. Nesse torneio de 2002, César foi também escolhido o atleta revelação da competição por ter sido o primeiro brasileiro subir no pódio em eventos internacionais da FINA e por ter superado nomes consagrados como o canadense Alexander Despatie (bicampeão mundial), o mexicano Fernando Platas (vice-campeão olímpico em 2000) e o russo Dmitry Sautin (campeão olímpico 1996 e 2000)

## Títulos e prêmios
Foi eleito 9 vezes pelo Comitê Olímpico Brasileiro o melhor atleta da modalidade (2002, 2006, 2007, 2009, 2010, 2011, 2012, 2013 e 2014). Ficou em 5º lugar no campeonato mundial dos esportes aquáticos de 2009, sendo um dos resultados mais expressivos de sua carreira. Ficou em 5º lugar na Copa do Mundo do Rio de Janeiro em 2016, evento classificatório para os Jogos do rio 2016. Em Jogos Pan americanos foi prata no Rio 2007, bronze em Guadalajara 2011 e detém 11 medalhas em etapas do circuito mundial FINA (Federação Internacional de Natação). Em 2010, Castro esteve em 3º lugar no ranking mundial. Em 2013 conquistou seu primeiro ouro no circuito mundial na etapa de Porto Rico e em março de 2014 foi ouro nos Jogos Sul-Americanos do Chile.
Também por esse feito, após encerrar definitivamente sua carreira, César terá seu nome incluído no museu Hall of Fame (Ft Lauderdale) dos esportes aquáticos.

## Conquistas
- 9º Lugar nas Olimpíadas do Rio 2016;
- 17º Lugar nas Olimpíadas de Londres de 2012;
- 24º Lugar nas Olimpíadas de Beijing 2008;
- 9º Lugar nas Olimpíadas de Atenas de 2004;
- 5º Lugar na Copa do Mundo de Saltos Ornamentais 2016;
- 5º Lugar no Campeonato Mundial dos Esportes Aquáticos de 2009 (Roma);
- 7º Lugar no Campeonato Mundial dos Esportes Aquáticos de 2007 (Melbourne);
- 8º Lugar no Campeonato Mundial dos Esportes Aquáticos de 2005 (Montreal);
- 15º Lugar no Campeonato Mundial dos Esportes Aquáticos de 2013 (Barcelona)
- 24º Lugar no Campeonato Mundial dos Esportes Aquáticos de 2011 (Shangai);
- 13º Lugar no Campeonato Mundial dos Esportes Aquáticos de 2003 (Barcelonal);
- 13º Lugar no Campeonato Mundial dos Esportes Aquáticos de 2003 (Barcelonal);
- 3º Lugar Jogos Pan-Americanos de Guadalajara 2011;
- 2º Jogos Pan-Americanos do Rio de Janeiro 2007;
- 4º Lugar Jogos Pan- Americanos de Santo Domingo 2003;
- 1º Lugar dos Jogos Sulamericanos 2014 (Chile);
- Tricampeão Sul-Americano Absoluto (Brasil 2002- Colômbia 2008 - Brasil 2002);
- Campeão Sul-Americano juvenil 1997 (Colômbia);
- 9 vezes eleito pelo Comitê Olímpico Brasileiro como melhor atleta da modalidade 2002, 2006, 2007, 2009, 2010, 2011, 20012, 2013 e 2014;
- 13 medalhas em Circuitos Mundiais da FINA;
- 5º Lugar no World Series 2010 - etapa China;
- 3º Lugar no ranking Mundial 2010;
- 7º Lugar no campeonato mundial universitário de 2003 (Coreia do Sul);
- 2º Lugar no campeonato mundial universitário de 2005 (Turquia);
- 4º Lugar no campeonato mundial universitário de 2007 (Tailândia);
- 20 vezes campeão Brasileiro Absoluto;
- Bicampeão do Australia Open 2005/2007;